# Elio Scardamaglia
Pour les articles homonymes, voir Elio (homonymie).
Elio Scardamaglia, né le 27 juillet 1920 à Amelia (Ombrie) et mort le 16 mars 2001 à Londres, est un producteur et réalisateur italien,.

## Biographie
Elio Scardamaglia est né en 1920 à Amelia d'un père directeur général du ministère de l'Éducation italien. Il fait des études de droit. En 1944, il était chef d'escadron volontaire de véhicules d'assaut de la Marina Militare et a été décoré de la Médaille d'or de la valeur militaire.
Son premier métier au cinéma a été assistant du producteur Niccolò Theodoli dans O.K. Néron ! de Mario Soldati. Il suit le réalisateur dans ses deux prochains films, Le Chevalier sans loi et L'Héritier de Zorro en tant que directeur de production. Il est engagé en 1951 à la Cines au poste de directeur de production puis chef de production. Il fonde 10 ans plus tard sa propre société de production, Leone Films, spécialisée dans le cinéma de genre et notamment le western comme ceux avec Bud Spencer. 
Il a réalisé un seul film, sous le pseudo de Michael Hamilton, un giallo intitulé Les Nuits de l'épouvante.

## Filmographie

### Producteur
- 1961 : Maciste, l'homme le plus fort du monde (Maciste, l’uomo più forte del mondo) d'Antonio Leonviola
- 1962 : Maciste contre les géants (Maciste, il gladiatore più forte del mondo) de Michele Lupo
- 1963 : Le Retour des Titans (Maciste, l'eroe più grande del mondo) de Michele Lupo
- 1963 : Le Corps et le Fouet (La frusta e il corpo) de Mario Bava
- 1968 : Django porte sa croix (Quella sporca storia nel West) d'Enzo G. Castellari
- 1968 : Les Sept Enragés du Texas (L’ira di Dio) d'Alberto Cardone
- 1969 : Les Quatre Desperados (Quei disperati che puzzano di sudore e di morte) de Julio Buchs
- 1969 : Vingt Mille Dollars tachés de sang (Venti mila dollari sporchi di sangue) d'Alberto Cardone
- 1971 : Le Long Jour de la violence (Il lungo giorno della violenza) de Giuseppe Maria Scotese
- 1976 : Sandokan, feuilleton télévisé de Sergio Sollima
- 1977 : L'Embrouille (Charleston) de Marcello Fondato
- 1978 : Mon nom est Bulldozer (Lo chiamavano Bulldozer) de Michele Lupo
- 1979 : Le Shérif et les Extra-terrestres (Uno sceriffo extraterrestre... poco extra e molto terrestre) de Michele Lupo
- 1980 : Faut pas pousser (Chissà perché... capitano tutte a me) de Michele Lupo
- 1982 : Capitaine Malabar dit La Bombe (Bomber) de Michele Lupo
- 1985 : Quo vadis ?, feuilleton télévisé de Franco Rossi
- 1987 : Un bambino di nome Gesù, feuilleton télévisé de Franco Rossi

### Réalisateur
- 1966 : Les Nuits de l'épouvante (La lama nel corpo)